# Gastó I de Foix

Armes de Gastó I de Foix

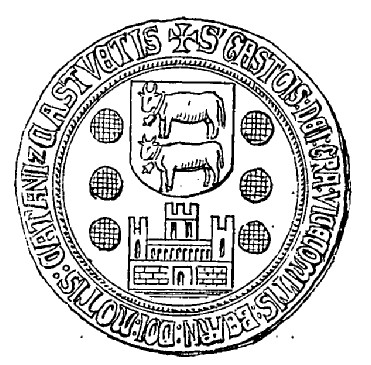
Revers del segell de Gastó I de Foix

Gastó I de Foix i VIII de Bearn (1288 - Maubuisson, Aquitània 1315) fou comte de Foix i vescomte de Bearn, Marsan i Castellbò (1302-1315), baró de Castellví de Rosanes, Montcada, Vic, Muntanyola i Vacarisses, i cosenyor d'Andorra. (1309-1315).

## Orígens familiars
Fou el fill i successor de Roger Bernat III de Foix i I de Bearn i la seva esposa Margarida de Bearn. En morir la germana de la seva mare, Guillema II de Montcada, sense fills, Gastó també fou nomenat baró de Castellví de Rosanes, de Montcada, Vic, Muntanyola, Vacarisses i cosenyor d'Andorra. Quan va finir la seva tia Constança de Montcada va rebre el títol de Vescomte de Marsan.

## Relacions amb Mallorca
Inicialment es va enfrontar amb el seu oncle Jaume II de Mallorca pels límits entre el regne de Mallorca i el comtat de Foix. El mallorquí li reclamava l'homenatge feudal pel país de Donnezan, prop del Capcir, on estaven situats els castells de Querigut i So, sobre els quals havien adquirit drets els comtes de Foix el segle anterior per donació del rei de Catalunya-Aragó. Gastó I, aprofitant les dificultats del rei Jaume, va prendre posicions a Formiguera, Puigbalador i Creu, al Capcir, i Évol, Estavar i Carol a la Cerdanya, totes elles subinfeudades a la família So, i que estaven en poder de Guillem de So, titulat vescomte d'Évol. La guerra es va evitar per un arbitratge del vescomte de Narbona, per part de Foix, i de Pere de Fenollet, representant del rei mallorquí, deixant el Donasà al comte de Foix però reconeixent que el tenia en feu del rei. Així mateix es va fixar la frontera entre Donasà i Capcir d'Anglars a Canalera, el coll de la Marrana, Bellfumats, Coll d'Ares, i la línia de partició d'aigües, el 15 de juliol de 1304.
El mateix any va participar amb el rei de França a la companya de Flandès, que es va acabar amb el tractat d'Athis-sur-Orge el 23 de juny de 1305. Es va enfrontar amb els comtes d'Armanyac i de Comenge que li disputaven el Bearn. Els foixencs van assolar Armanyac i el Papa Climent V va amenaçar-lo amb l'excomunió, però Gastó I no va obeir el Summe Pontífex i fou excomunicat. Felip IV de França va fer de mitjancer però el seu arbitratge no va satisfer a Gastó que el va rebutjar. El 1308 va entrar en guerra contra Mallorca i el rei de França va haver d'aturar el conflicte. Amb l'acumulació de greuges entre el rei i el comte (taxes a Foix, arbitratge de Bearn i conflicte de Mallorca) el rei francès va ordenar el seu encarcerament el 1309, que fou breu.

## Relacions amb la seva mare i l'Urgell
Amb la seva mare Margarida de Bearn es va enfrontar per la suposada mala gestió del govern durant la seva minoria, però el 21 de setembre de 1312 van fer les paus.
El 1314 va morir el comte Ermengol X d'Urgell i en va reclamar la successió però el seu títol va ser considerat fals pel rei català, que n'era l'hereu legal del difunt comte urgellenc, i no va poder fer-lo valer.

## Núpcies i descendents
Es casà a Senlis el 1301 amb Joana d'Artois, rebesneta de Lluís VIII de França. D'aquesta unió tingueren:
- l'infant Gastó II de Foix (1308-1343), comte de Foix i vescomte de Bearn
- l'infant Roger Bernat I de Castellbò (?-1352), vescomte de Castellbò
- la infanta Margarida de Foix
- la infanta Blanca de Foix, casada el 1328 amb Joan II de Grailly
- l'infant Robert de Foix, bisbe de Lavaur
- la infanta Joana de Foix (?-1358), casada el 1331 amb Pere I d'Empúries i IV de Ribagorça

El 1315 va viatjar al Flandes i poc després moria a l'abadia de Maubuisson, prop de Pontoise i de París, el 13 d'octubre del mateix any. Fou enterrat a l'abadia de Bolbona.